# Pipreola frontalis
El frutero pechirrojo (Pipreola frontalis), también conocido como frutero pechiescarlata (en Ecuador), frutero de pecho escarlata (en Perú), granicera de pecho rojo o frutero pechirrojo sureño, es una especie de ave paseriforme de la familia Cotingidae perteneciente al género Pipreola. Algunos autores sostienen que la presente se divide en dos especies separadas. Es nativa de los Andes del occidente de América del Sur.

## Distribución y hábitat
Se distribuye por la pendiente oriental de los Andes desde el norte de Ecuador al norte de Perú y desde el centro de Perú hasta el centro de Bolivia.
Esta especie es considerada poco común en su hábitat natural: el nivel medio y el subdosel de bosques montanos, principalmente entre 1100 y 2000 m de altitud.

## Descripción
La especie, al igual de otros fruteros (Pipreola), es un miembro regordete y de cola gorda de la familia Cotingidae. Llega a medir 15,5 a 16,5 cm de longitud; su peso varía desde 39,5 a 45,3 g, con un promedio de 42,4 g. La especie es sexualmente dimorfe; el macho es considerablemente más colorido que la hembra. Ambos sexos tienen las partes superiores de color verde brillante, con puntas estrechas amarillentas hasta las plumas terciarias. La garganta del macho y la parte superior del pecho son de color rojo brillante (menos colorido en P. f. squamipectus que en P. f. frontalis), mientras que las partes inferiores de la hembra son de color amarillo con tonos o manchas verdes. Sus pies son de color rosa o naranja.

## Comportamiento

### Alimentación
Como su nombre indica, el frutero pechirrojo come principalmente frutas, que recoge mientras se asoma a alimentarse o, con menor frecuencia, mientras se encarama.

### Vocalización
Las vocalizaciones de la especie son generalmente breves, de tono alto y poco frecuentes.  El canto del macho de P. f. squamipectus es agudo y ascendente, transcrito como un «psii» o «tsuiit», mientras que el canto del P. f. frontalis macho es extenso y más complejo —un fino y fuerte gorjeo que se convierte en un silbido descendente, transcrito como un «ti'ti'ti'ti'ti'ti'tsiiiir». Su llamada es un agudo «psit».

## Estado de conservación
La Unión Internacional para la Conservación de la Naturaleza (UICN) clasifica al frutero pechirrojo como «especie bajo preocupación menor», en función de su gran distribución y su estatus como una especie bastante común dentro de su distribución. Sin embargo, el tamaño de su población nunca ha sido cuantificado, y se cree que está disminuyendo.

## Sistemática

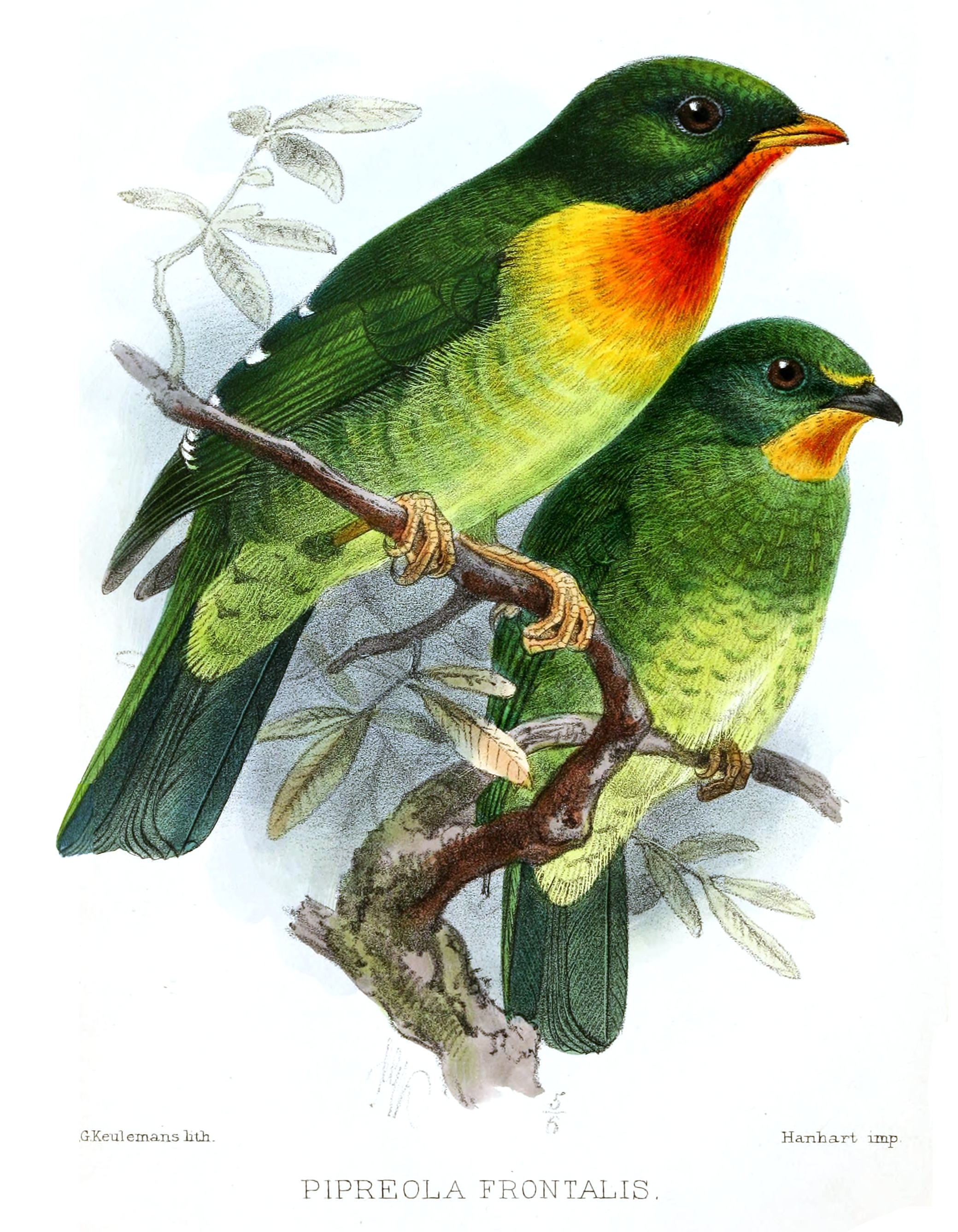
Pipreola frontalis, macho (izq.) y hembra (der.), ilustración de Keulemans, en The Ibis, 1878.

### Descripción original
La especie P. frontalis fue descrita por primera vez por el zoólogo británico Philip Lutley Sclater en 1859 bajo el nombre científico Euchlornis frontalis; la localidad tipo es «Samaipata, Santa Cruz, Bolivia». El espécimen tipo es mantenido por la Academia de Ciencias Naturales de la Universidad Drexel, en Filadelfia.

### Etimología
El nombre genérico femenino «Pipreola» es un diminutivo del género Pipra, demostrando alguna afinidad entre los mismos; y el nombre de la especie «frontalis», en latín significa ‘frontal’.

### Taxonomía
La especie está cercanamente relacionada con el frutero pigmeo (Pipreola chlorolepidota), pero se encuentra en elevaciones mayores.
Las clasificaciones Aves del Mundo (HBW) y Birdlife International (BLI) consideran a la subespecie P. f. squamipectus, como especie separada de la nominal: el frutero pechirrojo norteño (Pipreola squamipectus),  con base en diferencias de plumaje y, aparentemente, significativas diferencias de vocalización, pero estas últimas no suficientemente documentadas.

### Subespecies
Según las clasificaciones Clements Checklist/eBird, y del Congreso Ornitológico Internacional (IOC) se reconocen dos subespecies, con su correspondiente distribución geográfica:
- Pipreola frontalis squamipectus (Chapman, 1925) – pendiente oriental de los Andes desde el norte de Ecuador (Napo) hacia el sur hasta el norte de Perú (al sur hasta San Martín).
- Pipreola frontalis frontalis (P.L. Sclater, 1859) – pendiente oriental desde el centro de Perú (al sur desde la cordillera Azul y cerros del Sira) hacia el sur hasta el centro de Bolivia (oeste de Santa Cruz).